# Staind
Staind es una banda estadounidense de nu metal formada en Springfield, Massachusetts, el 23 de septiembre de 1995. La banda está integrada por el cantante  y guitarrista Aaron Lewis, el guitarrista Mike Mushok, la segunda voz y bajista Johnny April, y al baterista Jon Wysocki. 
La banda ha grabado seis álbumes de estudio. Ha tenido sencillos que han llegado a los primeros lugares de conteos, y ha vendido más de 20 millones de álbumes mundialmente.

## Historia

### Formación y primer álbum,Tormented(1995-1998)
La banda se formó el 23 de septiembre de 1995 en Springfield (Massachusetts). Los primeros temas que tocaron eran, normalmente, versiones de grupos conocidos en la época como Korn, Rage Against The Machine, Pearl Jam o Alice In Chains, versionando en pequeños clubes durante año y medio, hasta lanzar su primer álbum, Tormented, en noviembre de 1996. Su primer disco tuvo influencias musicales de Pantera y Machine Head. Tormented solo vendió cuatro mil copias, siendo en su momento un disco difícil de encontrar. Con el futuro éxito de la banda, dicho álbum volvería a ser lanzado en respuesta a numerosas peticiones por parte de los fanes.
Durante aquel primer año, Staind tocó en un concierto con la banda de nu metal Limp Bizkit. Fred Durst, líder de Limp Bizkit, quiso desbancar a Staind a causa de la portada de su álbum, pero cambió de idea al oírles en directo, iniciando así una relación de amistad y cooperación entre el rapero y Staind.

### Dysfunction(1999-2000)
Lejos de desanimarse por las mediocres ventas de su primer álbum , lanzaron Dysfunction (producido por Fred Durst y distribuido por Elektra Records), el cual fue su despegue al estrellato vendiendo más de 1 millón de copias en los Estados Unidos. Su primera presentación importante fue en Hartford, Connecticut en el teatro Webster, tocando como teloneros de Limp Bizkit en octubre de 1997. En esa misma presentación se produjo una discusión entre Fred Durst y Aaron Lewis, sobre la portada de su disco “Tormented” la cual mostraba una cruz con mucha sangre. Sin embargo Fred Durst quedó impresionado por la actuación de Staind en vivo y esa misma noche arreglaron su primer contrato para su álbum.
El álbum ha sido certificado platino en dos ocasiones por RIIA.

### Break the Cycle(2001-2002)
En otoño de 1999 tocaron junto a Limp Bizkit en el Family Values Tour; en ese mismo tiempo preparaban su álbum Break the Cycle (2001), que vendió más de 716 mil copias en los Estados Unidos en su primera semana. Durante la gira Aaron Lewis y Fred Durst prepararon una versión acústica de la canción “Outside”. La popularidad de dicha versión en directo lo convirtió en el más televisado de todos los vídeos oficiales de Staind.
Break the Cycle apartó a la banda del sonido nu metal de sus anteriores trabajos y se aproximó más al post-grunge. Dicho álbum dio a luz cinco sencillos: "It's been Awhile", "Fade" (que sonó en varias series de televisión), "Outside", "For You" y una balada acústica titulada "Epiphany". El álbum incluyó un tema titulado "Waste", dedicado especialmente a dos jóvenes fanes que se quitaron la vida tras el lanzamiento del disco.
Actualmente el disco ha vendido aproximadamente 8 millones de copias, lo que hace a "Break the Cycle" el álbum con mayor éxito comercial para Staind.

### 14 Shades of Grey(2003-2004)
La banda realizó un tour mundial en el 2003 para promover su álbum 14 Shades of grey , cuyas ventas alcanzaron los 2 millones de copias.
Durante su descanso antes de hacer su nuevo álbum, Aaron Lewis participó como voz de fondo para sus amigos Jimmie’s Chicken Shack en el sencillo “Falling out” el año 2004.

### Chapter V(2005-2006)
El cuarto álbum de Staind es Chapter V. Fue lanzado el 9 de agosto de 2005 y llegó a ser certificado como álbum de platino. Tocaron en el programa de Howard Stern para promover su nuevo disco.
Su último trabajo de estudio, The Illusion of Progress, salió a la venta el 19 de agosto de 2008 en EE. UU. Su primer sencillo, llamado "Believe" siguió la línea de su anterior álbum, Chapter V.

### The Illusion of Progress(2008–2009)
El 19 de agosto de 2008, Staind lanzó su sexto álbum, The Illusion of Progress. Se lanzó simultáneamente una edición limitada para los fanes, la cual incluía canciones extra y un año de membresía en el Club Oficial de Fanes de Staind, así como una copia del álbum firmada por la banda para los doscientos primeros que adquirieran dicha versión. Antes del lanzamiento, la banda colgó en Itunes el tema "This is It", que salió también en el videojuego Rock Band.
Durante ese período, Staind tocó junto a Nickelback en el Tour de Europa celebrado en el año 2008. El 24 de noviembre del mismo año, Staind señaló la canción "All I Want" como su segundo sencillo.
En palabras de Aaron Lewis, Illusion of Progress contiene influencias de la banda de rock psicodélico Pink Floyd, así como del blues. Para otorgarle esa clase de influencia de manera más efectiva, la banda grabó el álbum con instrumentos y amplificadores de épocas anteriores contemporáneas a la banda mencionada anteriormente.

### Staindy partida de John Wysocki (2010–2012)
Según palabras de Aaron Lewis, la banda empezó a trabajar en su séptimo álbum de estudio a finales de 2010. El vocalista terminó de grabar su álbum en solitario y recientemente fundó una ONG con el objetivo de reabrir la escuela de su hija en la ciudad de Worthington, Massachusetts. Finalmente, Lewis pudo reabrir el colegio de su hija gracias a un concierto benéfico que ofreció llamado "Aaron Lewis and Friends", donde otras bandas como Seether, 3 Doors Down o Lo-Pro actuaron sin ánimo de lucro.
Mike Mushok, guitarrista de la banda, habló con los fanes en una entrevista, donde dejó claro el deseo del grupo de hacer algo más fuerte, pero "seguir explorando algunas de las cosas que hicimos en nuestro último trabajo y llevarlo hasta algo nuevo para nosotros".
La banda trabajó en un álbum que regresaba a las raíces de sus inicios. La creación del séptimo álbum acarreó mucho estrés para los miembros del grupo, lo cual provocó finalmente la marcha del batería, John Wysocki.
En una entrevista al cantante, Lewis explicó el deseo del grupo por regresar a sus raíces musicales, cargadas de fuerza y agresividad como se viera en el álbum Dysfunction. En una entrevista, Lewis dijo lo siguiente:
"En este álbum, fue la frustración y el desconocimiento - todo de forma negativa - lo que quedó reflejado en el resultado final"
Las críticas fueron positivas; aplaudiendo el cambio de rumbo de la banda que, en varias páginas de la red, consideraban necesario para evitar la rutina en la que la banda había caído desde 'Break the Cycle'.

### Hiato yConfessions of the Fallen(2013–actualidad)
En abril de 2019, la banda anunció que se reformarían en septiembre de 2019 para algunas presentaciones en vivo. La banda estaba programada para tocar en el Epicenter Festival el 3 de mayo de 2020 en Charlotte Motor Speedway, pero la pandemia de COVID-19 provocó la cancelación del festival. En medio de la pandemia, la banda lanzó un álbum en vivo titulado Live: It's Been A while el 7 de mayo de 2021. La presentación grabada tuvo lugar en el Foxwoods Resort Casino en Mashantucket, Connecticut.
En abril de 2022, la banda anunció una gira en septiembre, denominada gira Evening with Staind. En septiembre, Mushok confirmó que se lanzaría un nuevo álbum de Staind en 2023.
El 19 de abril de 2023, la banda anunció que su nuevo álbum se titularía Confessions of the Fallen y se lanzaría más adelante en el año. El mismo día, la banda lanzó el sencillo principal del álbum, "Lowest in Me".
El baterista original de Staind Jon Wysocki, murió el 18 de mayo de 2024, a la edad de 53 años, debido a "problemas con su hígado que requirieron que estuviera bajo el cuidado de profesionales médicos".

## Miembros
Miembros actuales
- Aaron Lewis - voz, guitarra rítmica, guitarra acústica. (1995–2012, 2014, 2017, 2019–presente)
- Mike Mushok - guitarra líder, coros. (1995–2012, 2014, 2017, 2019–presente)
- Johnny April - bajo, coros. (1995–2012, 2014, 2017, 2019–presente)
- Sal Giancarelli - Batería. (2011–2012, 2014, 2017, 2019–presente)

Miembros anteriores
- Jon Wysocki - Batería. (1995–2011; fallecido en 2024)

Línea del tiempo

## Discografía
Álbumes de estudio
- 1996: Tormented
- 1999: Dysfunction
- 2001: Break the Cycle
- 2003: 14 Shades of Grey
- 2005: Chapter V
- 2008: The Illusion of Progress
- 2011: Staind
- 2023: Confessions of the Fallen

DVD
- Staind - MTV Unplugged (2002)
- Staind - The videos (2006)
- Staind - Live From Mohegan Sun (2012)